# Lætitia Bianchi
Pour les articles homonymes, voir Bianchi.
Lætitia Bianchi est une écrivain et éditrice franco-mexicaine.

## Littérature
Lætitia Bianchi a publié en 2025 Bonampak, sur la (re)découverte du site archéologique maya du même nom. Le roman, qui prête la voix aux différents explorateurs de la zone (Frans Blom, Carlos Frey, John Bourne, Giles Healy) met à mal "les naïvetés néocoloniales des versions épiques de l’archéologie" et retrace le lien entre la découverte de Bonampak et les différentes "extractions (le bois d’acajou au XIXe siècle, le pétrole, le latex de sapotillier dont on fait le chiclé ou chewing-gum) et la mainmise économique, puis politique, de l’United Fruit Company sur l’Amérique centrale".

## Edition
Lætitia Bianchi a créé en 2021 les éditions Mexico, notamment consacrées à l'imagerie populaire (des XVIIe au XIXe siècle) dans plusieurs pays: œuvre du graveur José Guadalupe Posada au Mexique, œuvre du graveur Garson en France, gravures populaires, appelées loubok, en Russie.
En 2006, Lætitia Bianchi a fondé, avec Raphaël Meltz, le magazine Le Tigre, projet éditorial mêlant littérature, grands feuilletons, dessin, photographie contemporaine et curiosités littéraires. Elle est rédactrice en chef et directrice artistique du magazine de sa création en 2006 à la fin du journal en 2015. L'originalité d'un graphisme minutieux inspiré, entre autres, du Bauhaus, de dada, des «canards» des XVIIIe siècle et XIXe siècle, et d'une iconographie mêlant les époques, ainsi que les contributeurs ayant participé à cette aventure au fil de la centaine de numéros parus, ont fait du Tigre un projet très remarqué.
Préfigurant les éditions Mexico et Le Tigre, Lætitia Bianchi avait cofondé entre 2000 la revue bimestrielle R de réel, revue dite « alphabétique », les sujets étant dictés par l'alphabet, de A à Z (2000-2004). La revue faisait également une large part à une iconographie ancienne, mêlée à la bande dessinée indépendante alors en plein essor, pour illustrer des textes universitaires et curiosités littéraires.

## Histoire de l'art
Résidant à Mexico entre 2013 et 2017, titulaire d'une Bourse Stendhal de l'Institut de France en 2013, Lætitia Bianchi a travaillé sur l'œuvre du graveur mexicain José Guadalupe Posada, notamment à partir de la collection de Mercurio López Casillas. Elle publie en 2019 une monographie permettant d'avoir une vision exhaustive de l'œuvre prolifique de cet artiste majeur du début du XXe siècle, notamment connu pour ses somptueuses calaveras. Lætitia Bianchi a été commissaire scientifique de la première exposition rétrospective de José Guadalupe Posada, au Musée de l'Image, à Epinal (5 février-18 septembre 2022).

## Publications

### Littérature
- Bonampak, éditions Verticales, 2025.
- Voyez-vous, éditions Verticales, 2002.
- Petites vies des grands hommes, éditions Le Tigre, 2011.

### Histoire de l'art
- Loubok. Imagerie populaire russe, éditions Mexico, 2024.
- Calaveras de Posada, éditions Mexico, 2023.
- Posada, génie de la gravure, monographie sur José Guadalupe Posada, éditions L'Association[6], 2019.
- Posada, genio del grabado, Artes de México, 2022 (prix CANIEM al Arte editorial 2022, catégorie Beaux-livres).

### Traductions du grec ancien
- Les Oiseaux d'Aristophane, nouvelle traduction[7], éditions Arléa, 2024.
- Lysistrata d'Aristophane, nouvelle traduction, éditions Arléa, 2003 (réédition 2024).

### Histoire de l'art, histoire du livre, typographie
[ sélection non exhaustive d'articles ]
- Tkt, C just une abr°., la sténo et les notes tironiennes, revue Etapes, mai 2023.
- O ou o ou 0 maya?, la différence typographique entre le zéro et la lettre O, Etapes no 270, janvier 2023.
- Cancres, génies, ânes, les peintres autodidactes: Cimabue, Giotto, Niko Pirosmani, James Edward Deeds, Etapes no 264, 2022.
- Chevaux de papier, orangeries, trésors, les papiers d'agrumes, no 260, avril 2021.
- Trois soleils, un double-éléphant et un A4, l'invention du format A4, Etapes no 255, juin 2020.
- Le scrolling, les codex et Don Juan, l'opposition entre les codex mesoaméricains, les volumen, et les leporello, Etapes no 255, juin 2020.
- Un animaux, des animals, les animaux composites dans l'art moghol, Etapes no 257, octobre 2020.
- Artisanat, pull rouge, la Matricula de tributos, Etapes no 263, septembre 2021.
- C'était mieux avant, mais ce sera mieux après, le graphisme des cahiers d'écoliers, Etapes no 258, décembre 2020.

### Sciences humaines
[ sélection non exhaustive d'articles et grands entretiens ]
- La ménagerie de Moctezuma, et galerie de portraits d'animaux sauvages (Zarafa, Hanno, Ulysse le rhinocéros), in Billebaude, revue du Musée de la Chasse et de la Nature[8], mai 2022.
- « L'écriture SMS: de la mobilité des téléphones et de la langue », Le Tigre, sept. 2008[A 1].
- « Écrire l'histoire sans européocentrisme », grand entretien avec l'historien Romain Bertrand, Le Tigre, novembre 2011[A 2].
- « Dans l'arrière-boutique des ship managers », Le Tigre, mai 2012[A 3].

### Textes divers
- "Considérations sur Félix Fénéon", in Chiens écrasés d'Eric Chevillard, (Mexico, 2024).
- Chroniques du coucou, sur les derniers jours du poète japonais Masaoka Shiki, in Mon Lapin Quotidien, 2020.
- Préface à Prosopopus de Nicolas de Crécy (Dupuis, 2003).
- Marketing disent-ils, sous le pseudonyme de Josée Œil de Bœuf (éd. Le Tigre, 2011, 2012).
- Saint-Pierre des Corps, Saint-Pierre-des Corps (2015), L'Agence matrimoniale, fiction radiophonique (2016), France Culture.